# Livsforsikringsagenten
|  | Denne artikel er oprettet af botten PalnaBot ud fra en ekstern database. Den kan derfor have sproglige fejl eller mangler. Denne skabelon kan fjernes efter kontrol af indholdet. |

Livsforsikringsagenten er en stumfilm fra 1919 instrueret af Lau Lauritzen Sr. efter manuskript af Lau Lauritzen Sr., A.V. Olsen.